# Woodstock 50
Woodstock 50 fue un festival musical programado para los días 16, 17 y 18 de agosto de 2019 en el Merriweather Post Pavilion en Columbia, Maryland para celebrar el 50 aniversario del Festival de Woodstock de 1969. Entre los artistas anunciados se encontraban Carlos Santana, Melanie, David Crosby, John Sebastian, Country Joe McDonald, tres miembros de Grateful Dead, Canned Heat y Hot Tuna, los cuales participaron en la primera edición del festival (Joan Baez afirmó en una entrevista con Rolling Stone que había sido invitada a participar en el festival, pero declinó la invitación), así como Common, Pussy Riot, The Killers, Chance the Rapper, Robert Plant, Halsey y Miley Cyrus, entre otros. A tres semanas de la fecha prevista para su inicio, el festival se canceló.

## Controversia
Se suponía que las entradas para el festival Woodstock 50 saldrían a la venta el 22 de abril de 2019, pero esto no ocurrió. A esa fecha, los organizadores no habían recibido el permiso del Departamento de Salud del Estado de Nueva York. El 29 de abril, los inversores de Dentsu Aegis Network, que habían estado pagando el festival a través de su filial Amplifi Live, anunciaron que ya no lo financiarían y que, por lo tanto, el evento había sido cancelado, lo que fue confirmado por las autoridades del condado de Schuyler, Nueva York.
Pero ese día, los organizadores del festival cuestionaron tal anuncio en una declaración al Poughkeepsie Journal ya que buscarían un "remedio legal". Lang declaró en su página de Facebook que, a pesar de la pérdida de su patrocinador financiero, continuarían planificando el festival y buscando nuevos inversores. 
El 1 de mayo, Superfly, un socio de producción de los organizadores también se retiró del festival.
Tras el anuncio de Dentsu Aegis, la banda Dead & Company retiró Woodstock 50 del itinerario de la gira en su web. John Fogerty dijo a Rolling Stone que estaba decepcionado con el anuncio y sorprendido de que el festival no hubiera conseguido los permisos antes: "Tienes la sensación de que todo esto se estaba tambaleando". Las entradas aún no se encuentran disponibles tras el aplazamiento de la fecha de venta.

## Pérdida del lugar original
El evento iba a realizarse en el autódromo Watkins Glen en Nueva York pero se rescindió la licencia del lugar para Woodstock de acuerdo a las condiciones del contrato, por lo que no pudo ser la sede del festival para celebrar los 50 años según un comunicado de los propietarios del lugar.

## Reubicación, pérdida de artistas y cancelación
En un intento de salvar el festival, los productores del evento dijeron a The New York Times que el festival se realizará en el Merriweather Post Pavilion, en Columbia, Maryland, donde ya no estaría en el estado de New York donde se realizó el festival original sino que estaría en el de Maryland, donde albergaría 32.000 personas en un lugar más pequeño para el evento y a más de 400 kilómetros de la ubicación original. A tres semanas de que comenzara el festival no se había puesto a la venta las entradas.
A raíz de esto varios grupos y cantantes invitados al evento Jay Z, John Fogerty, Carlos Santana, Miley Cyrus, entre otros, cancelaron sus actuaciones.
Después de tantos contratiempos, el miércoles 31 de julio el cofundador del festival, Michael Lang anunció la cancelación definitiva.

## Alineación anunciada

### 16 de agosto
| - The Killers - Miley Cyrus - Santana - The Lumineers - The Raconteurs - Robert Plant - Nathaniel Rateliff - John Fogerty - Run the Jewels - The Head and the Heart - Maggie Rogers - Michael Franti & Spearhead - Bishop Briggs | - Anderson East - Akon - Princess Nokia - John Sebastian - Melanie Safka - Grandson - Fever 333 - Dorothy - Flora Cash - Larkin Poe - Brian Cadd - Ninet Tayeb |

### 17 de agosto
| - Dead & Company - Chance the Rapper - Sturgill Simpson - Greta Van Fleet - Portugal. The Man - Leon Bridges - Gary Clark Jr. - Edward Sharpe and the Magnetic Zeros - David Crosby - Dawes - Margo Price - Nahko and Medicine for the People - India.Arie | - Jade Bird - Country Joe McDonald - Rival Sons - Emily King - Soccer Mommy - Sir - Taylor Bennett - Amy Helm - Courtney Hadwin - Pearl - John-Robert - IAMDDB |

### 18 de agosto
| - Jay-Z - Imagine Dragons - Halsey - Cage the Elephant - Brandi Carlile - Janelle Monae - Young the Giant - Courtney Barnett - Common - Vince Staples - Judah & the Lion - Earl Sweatshirt - Boygenius | - Reignwolf - The Zombies - Canned Heat - Hot Tuna - Pussy Riot - Cherry Glazerr - Leven Kali - The Marcus King Band - Victory - Hollis Brown - John Craigie - Amigo the Devil - Liz Brasher |

The Black Keys estaban programados para participar el 17 de agosto, pero debieron cancelar por problemas de itinerario.